# 東六郷
東六郷（ひがしろくごう）は、東京都大田区の町名。現行行政地名は東六郷一丁目から東六郷三丁目。住居表示実施済区域。

## 地理
東京都大田区の南東部に位置する。北部は大田区南蒲田に接する。東部から南東部は大田区南六郷に接する。南部は多摩川を跨いで神奈川県川崎市川崎区本町・旭町・港町と接する。西部から北西部は第一京浜に接し、これを境に大田区仲六郷に接する。主に住宅地として利用される。

### 地価
住宅地の地価は、2025年（令和7年）1月1日の公示地価によれば、東六郷1-5-12の地点で46万7000円/m2となっている。

## 歴史
- 1925年（大正14年）8月 - 第一京浜改修工事に伴い六郷橋の架替え工事が完成。
- 1926年（大正15年）11月28日 - 第一京浜改修工事のうち六郷橋以東の区間が完成。沿道筋の町と連合して祝賀会を開催[5]。

## 世帯数と人口
2024年（令和6年）4月1日現在（東京都発表）の世帯数と人口は以下の通りである。
| 丁目         | 世帯数    | 人口     |
| ------------ | --------- | -------- |
| 東六郷一丁目 | 2,322世帯 | 4,183人  |
| 東六郷二丁目 | 1,829世帯 | 3,211人  |
| 東六郷三丁目 | 2,083世帯 | 3,578人  |
| 計           | 6,234世帯 | 10,972人 |

### 人口の変遷
国勢調査による人口の推移。
| 年                 | 人口   |
| ------------------ | ------ |
| 1995年（平成7年）  | 10,057 |
| 2000年（平成12年） | 10,174 |
| 2005年（平成17年） | 10,839 |
| 2010年（平成22年） | 10,628 |
| 2015年（平成27年） | 10,854 |
| 2020年（令和2年）  | 11,121 |

### 世帯数の変遷
国勢調査による世帯数の推移。
| 年                 | 世帯数 |
| ------------------ | ------ |
| 1995年（平成7年）  | 4,326  |
| 2000年（平成12年） | 4,574  |
| 2005年（平成17年） | 4,828  |
| 2010年（平成22年） | 4,896  |
| 2015年（平成27年） | 5,254  |
| 2020年（令和2年）  | 5,720  |

## 学区
区立小・中学校に通う場合、学区は以下の通りとなる（2023年3月時点）。
| 丁目         | 番地     | 小学校               | 中学校               |
| ------------ | -------- | -------------------- | -------------------- |
| 東六郷一丁目 | 全域     | 大田区立東六郷小学校 | 大田区立南六郷中学校 |
| 東六郷二丁目 | 1〜18番  | 大田区立東六郷小学校 | 大田区立南六郷中学校 |
| 東六郷二丁目 | 19〜20番 | 大田区立六郷小学校   | 大田区立南六郷中学校 |
| 東六郷三丁目 | 1〜8番   | 大田区立六郷小学校   | 大田区立南六郷中学校 |
| 東六郷三丁目 | 9〜26番  | 大田区立六郷小学校   | 大田区立六郷中学校   |

## 事業所
2021年（令和3年）現在の経済センサス調査による事業所数と従業員数は以下の通りである。
| 丁目         | 事業所数  | 従業員数 |
| ------------ | --------- | -------- |
| 東六郷一丁目 | 94事業所  | 925人    |
| 東六郷二丁目 | 125事業所 | 971人    |
| 東六郷三丁目 | 85事業所  | 1,005人  |
| 計           | 304事業所 | 2,901人  |

### 事業者数の変遷
経済センサスによる事業所数の推移。
| 年                 | 事業者数 |
| ------------------ | -------- |
| 2016年（平成28年） | 357      |
| 2021年（令和3年）  | 304      |

### 従業員数の変遷
経済センサスによる従業員数の推移。
| 年                 | 従業員数 |
| ------------------ | -------- |
| 2016年（平成28年） | 3,344    |
| 2021年（令和3年）  | 2,901    |

## 交通
町域内に鉄道駅はないが、西部方向にある京急本線雑色駅と六郷土手駅が利用可能である。
路線バスについては、六郷橋停留所から川崎駅行き、羽田空港・羽田車庫・森ヶ崎行き、蒲田駅東口行き、大師橋下・羽田車庫行きのバスなどが発着している（いずれも京急バス）。

## 施設
- 東京都立城南特別支援学校
  - 東京都立大塚ろう学校城南分教室
- 東京都立六郷工科高等学校
- 大田区立東六郷小学校
- 大田区立六郷小学校
- サポートネット糀谷（地域活動支援センターII型）
- はるはうすkids（放課後等デイサービス）
- 日蓮宗観乗寺
- 六郷神社

## その他

### 日本郵便
- 郵便番号 : 144-0046[2]（集配局 : 蒲田郵便局[16]）。